# 佩尼亚斯科萨
佩尼亚斯科萨，是西班牙卡斯蒂利亚-拉曼恰自治区阿尔瓦塞特省的一个市镇。 总面积189km², 总人口420人（2001年），人口密度2人/km²。